# Robert Guthery senior
John Franz Robert Guthery, genannt Robert Guthery senior, (26. Februar 1824 in Hamburg – 5. März 1903 in Berlin) war ein deutscher Theaterschauspieler, -regisseur und Schauspiellehrer.

## Leben
Guthery, genannt Robert Guthery senior, zur Unterscheidung von Robert Guthery junior, der zur gleichen Zeit wirkte, mit dem er aber nicht verwandt war, entstammte einer Schauspielerfamilie. In Lübeck debütierte er 1841. Von dort ging er auf die Veranlassung des Theatergrafs Hahn nach Rostock, von dort nach Nürnberg, und danach nach Verona, wo er sich der besonderen Gunst des Feldmarschalls Josef Wenzel Radetzky von Radetz erfreute. 1852 war er am königlichen Schauspielhaus in Berlin und ging danach nach Kassel, um von dort erneut nach Berlin ans Wallnertheater zu gehen. Nachdem er sich auch noch an der Gründung des Victoria-Theaters beteiligt hatte, zog es in nach Hamburg. Dort bewährte er sich auch als Regisseur, vor allem in der Operette.
Guthery war ebenfalls in Amsterdam, an der Komischen Oper in Wien und in New York tätig.
1891 feierte er sein 50-jähriges Künstlerjubiläum in Lübeck als „Piepenbrinck“. Mit diesem Auftritt verabschiedete er sich von der Bühne und schlug seinen Wohnsitz in Berlin auf, wo er als Schauspiellehrer zu unterrichten begann.
Der Künstler war mit der Schauspielerin Pauline Keller, Tochter eines Theaterdirektoren, verheiratet.

## Belege
1. ↑  Standesamt Berlin VI: Sterberegister. Nr. 323/1903.

Dieser Artikel basiert auf einem gemeinfreien Text aus Ludwig Eisenbergs Großem biographischen Lexikon der deutschen Bühne im 19. Jahrhundert, Ausgabe von 1903.
| Personendaten    | Personendaten                                                    |
| ---------------- | ---------------------------------------------------------------- |
| NAME             | Guthery, Robert senior                                           |
| ALTERNATIVNAMEN  | Guthery, Robert; Guthery, John Franz Robert (vollständiger Name) |
| KURZBESCHREIBUNG | deutscher Theaterschauspieler, -regisseur und Schauspiellehrer   |
| GEBURTSDATUM     | 26. Februar 1824                                                 |
| GEBURTSORT       | Hamburg                                                          |
| STERBEDATUM      | 5. März 1903                                                     |
| STERBEORT        | Berlin                                                           |